# Municipio Chapultenango
Koordinaten: 17° 20′ N, 93° 8′ W
Chapultenango ist ein Municipio im Norden des mexikanischen Bundesstaats Chiapas. Das Municipio hat etwa 7.000 Einwohner und eine Fläche von 182 km². Verwaltungssitz und größter Ort des Municipios ist das gleichnamige Chapultenango.
Der Name Chapultenango kommt aus dem Nahuatl und bedeutet „befestigter Ort der Chapulines“.

## Geographie
Das Municipio Chapultenango liegt im Norden des mexikanischen Bundesstaats Chiapas auf Höhen zwischen 200 m und 1700 m. Es zählt zur Gänze zur physiographischen Provinz der Sierra Madre de Chiapas und liegt gänzlich in der hydrologischen Region Grijalva-Usumacinta. Die Geologie des Municipios wird zu 47 % von Sandstein-Lutit bestimmt bei 39 % Kalkstein; vorherrschende Bodentypen sind der Luvisol (80 %) und Phaeozem (17 %). Etwa 50 % der Gemeindefläche sind bewaldet, 46 % werden von Weideland eingenommen.
Das Municipio Chapultenango grenzt an die Municipios Pichucalco, Ixtacomitán, Solosuchiapa, Ixhuatán, Pantepec, Tapalapa, Ocotepec und Francisco León.

## Bevölkerung
Beim Zensus 2010 wurden im Municipio 7332 Menschen in 1487 Wohneinheiten gezählt. Davon wurden 5317 Personen als Sprecher einer indigenen Sprache registriert, davon 5073 Sprecher des Zoque. Knapp 20 Prozent der Bevölkerung waren Analphabeten. 2099 Einwohner wurden als Erwerbspersonen registriert, wovon mehr als 88 % Männer bzw. 4,4 % arbeitslos waren. Gut 30 % der Bevölkerung lebten in extremer Armut.

## Orte
Das Municipio Chapultenango umfasst 28 bewohnte localidades, von denen der Hauptort vom INEGI als urban klassifiziert ist. Drei der Orte wiesen beim Zensus 2010 eine Einwohnerzahl von über 500 auf, 13 Orte hatten weniger als 100 Einwohner. Die größten Orte sind:
| Ort                | Einwohner |
| Chapultenango      | 3129      |
| Río Negro          | 0684      |
| Guadalupe Victoria | 0554      |